# Kimika Forbes
Kimika Forbes (sinh ngày 28 tháng 8 năm 1990) là một cầu thủ bóng đá quốc tế người Tobago, chơi ở vị trí thủ môn cho câu lạc bộ Colombia Independiente Santa Fe và đội tuyển bóng đá quốc gia nữ Trinidad và Tobago (còn được gọi là Nữ chiến binh Soca). Forbes có bằng cử nhân Giáo dục Tiểu học và cũng là Cố vấn Thể thao & Phân tích Video cho Huấn luyện Tiến hóa ở Canada.

## Sự nghiệp
Mùa giải thành công của Forbes trong Đội nữ của Liên đoàn bóng đá trường trung học (SSFL) ở Trinidad đã giành cho cô học bổng tại trường cao đẳng cộng đồng Monroe ở New York. Cô cũng là thủ môn số 1 của đội tuyển Nữ U20 Trinidad và Tobago tham gia Giải vô địch CONCACAF.
Forbes tham gia đội bóng Đại học Maine Fort Kent (UMFK) vào năm 2013 và 2014. Cô được trao giải vận động viên nữ của năm 2014 và cũng được gọi tham gia Đội hạng nhất USCAA Tất cả người Mỹ trong cả hai năm. Forbes dẫn dắt đội bóng đá UMFK đến Giải vô địch quốc gia với một mùa giải xuất sắc.
Vào tháng 11 năm 2016, Forbes gia nhập Sportivo Limpeño đang chơi trong giải đấu Copa Libertadores Femenina 2016, trở thành cầu thủ bóng đá Tobago duy nhất trong lịch sử nước này chơi ở Paraguay. Cô gia nhập FC Ulindi từ một Liên đoàn Đại học Hoa Kỳ và đến Paraguay mà nhưng không thể nói tiếng Tây Ban Nha.
Limpeño tiếp tục giành chiến thắng, trong đó Forbes lọt vào danh sách Thủ môn của năm của CONCACAF. Cô cũng trở thành cầu thủ bóng đá vùng Caribe đầu tiên giành được một danh hiệu Nam Mỹ.